# Charles Wuorinen

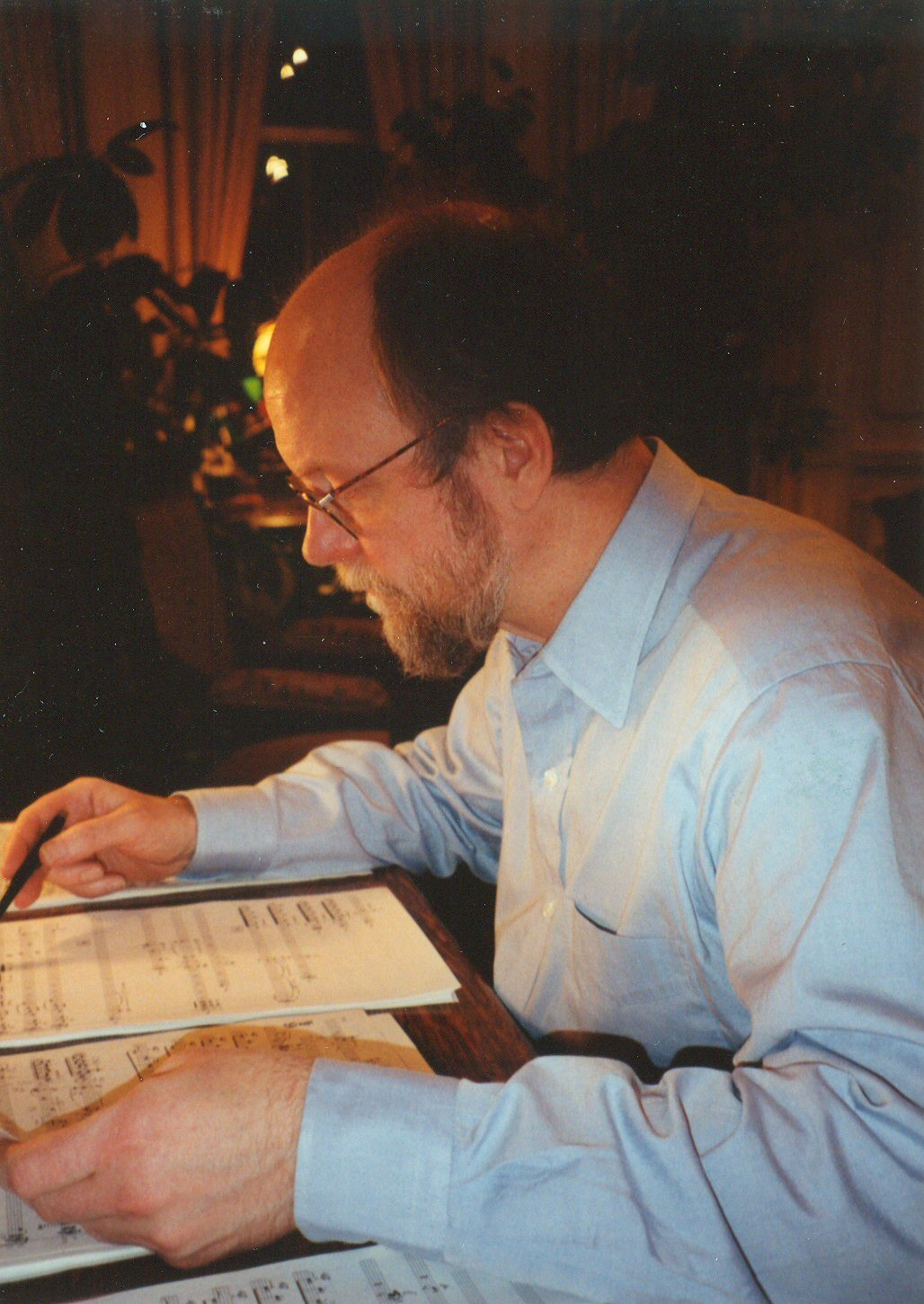
Charles Wuorinen in den 1980er Jahren

Charles Peter Wuorinen (* 9. Juni 1938 in New York City; † 11. März 2020 ebenda) war ein US-amerikanischer Komponist, Pianist und Dirigent. Er wurde 1970 mit dem Pulitzer-Preis ausgezeichnet und war einer der führenden zeitgenössischen Komponisten der USA.

## Leben
Wuorinen wurde 1938 als Sohn finnischer Einwanderer in New York geboren. Sein Vater war Historiker und arbeitete im Zweiten Weltkrieg für das Office of Strategic Services. Im Alter von fünf Jahren begann er zu komponieren und gewann 1954 den New York Philharmonic’s Young Composer Award. Von 1955 bis 1956 wirkte er als Organist an der Saint Paul’s Church in Gardner. 1956 machte er seinen Abschuss an der Trinity School. Von 1956 bis 1957 managte er das Columbia University Orchestra und sang als Countertenor in der Church of the Heavenly Rest und der Church of the Transfiguration in Manhattan. Von 1957 bis 1959 studierte er Dirigieren bei Rudolf Thomas an der Columbia University in New York. Von 1958 bis 1959 war er als Woodrow Wilson Fellow persönlicher Assistent von Vladimir Ussachevski ebenda. Weiterhin gehörten zu seinen Kompositionslehrern Otto Luening und Jack Beeson. Gefördert wurde er außerdem durch Edgar Varèse und Jacques Barzun. 1961 erhielt er den Bachelor of Arts und 1963 den Master of Arts. Danach lehrte er an der Columbia University. Er gehörte bereits 1962 gemeinsam mit Harvey Sollberger und Nicolas Roussakis zu den Gründern der Group for Contemporary Music.
1970 erhielt er den Pulitzer-Preis für Musik für das Werk Time’s Encomium (komponiert am Columbia-Princeton Electronic Music Center). Von 1967 bis 1968 war er Gastdozent an der Princeton University und von 1968 bis 1971 am New England Conservatory of Music. Im Anschluss folgten Dozenturen an der University of South Florida, der Manhattan School of Music und der University of California, San Diego. Danach war er Professor für Komposition an der Rutgers University in New Jersey. Vortragsreisen führten ihn durch die USA. Er war Composer in Residence beim Chamber Music Northwest, Grand Teton Music Festival, Cabrillo Music Festival, Louisville Symphony Orchestra und San Francisco Symphony. Außerdem war er Vorstandsmitglied der American Composers Alliance und des American Music Centre. Er gründete die American Society of University Composers.
1970 wurde er von Präsident Richard Nixon zum Staatsbankett ins Weiße Haus eingeladen. In den 70er Jahren begeisterte er sich für den Mathematiker Benoît Mandelbrot und komponierte an den Bell Labs in New Jersey. Wuorinen wirkte von 1985 bis 1989 in der American Academy in Rome und von 1989 bis 1994 als Berater für Neue Musik für den Musikdirektor Herbert Blomstedt in San Francisco. 1975 übergab ihm die Witwe Igor Strawinskys die letzten Partituren für A Reliquary for Igor Stravinsky. Als erster Komponist komponierte er für das Cleveland Orchestra unter Christoph von Dohnányi und für Michael Tilson Thomas. Seine Kompositionen wurden u. a. bei Naxos, Col legno und Albany Records (Charles Wuorinen Series) eingespielt. Ferner arbeitete er mit den Schriftstellern Salman Rushdie und Annie Proulx zusammen, die das Libretto zu seiner Oper Brokeback Mountain schuf.
Als Pianist spielte er u. a. mit dem Buffalo Philharmonic Orchestra, Royal Philharmonic Orchestra, New Yorker Philharmonikern und Chicago Symphony Orchestra. Er dirigierte die führenden Orchester der USA (Cleveland Orchestra, Chicago Symphony Orchestra, New Yorker Philharmoniker, San Francisco Symphony Orchestra, Los Angeles Philharmonic Orchestra und American Composers Orchestra). So dirigierte er die US-amerikanische Erstaufführung von Morton Feldmans Neither.
Wuorinen war Mitglied der American Academy of Arts and Sciences und der American Academy of Arts and Letters. Er starb im März 2020 im Alter von 81 Jahren in New York.

## Preise, Auszeichnungen und Ehrungen
- New York Philharmonic’s Young Composer Award (1954)
- Bennington Composer’s Conference Scholarship (1956–1960)
- Woodrow Wilson Fellowship (1958)
- Joseph H. Bearns Prize (1958, 1959, 1961)
- Alice M. Ditson Fellowship (1959)
- BMI Student Composer Awards (1959, 1961, 1962, 1963)
- MacDowell Colony Fellowship (1960)
- Arthur Rose Teaching Fellowship (1960)
- Mitglied der Phi Beta Kappa (1960)
- Henry Evans Traveling Fellowship (1961)
- Lili Boulanger Memorial Award (1961, 1962)
- Regents College Teaching Fellowship (1961, 1962)
- Mitglied der American Academy of Arts and Letters (1967)
- Guggenheim Fellowship (1968, 1972)
- Ingram Merrill Fellowship (1969)
- Koussevitzky International Recording Award (1970)
- Pulitzer-Preis für Musik (1970)[2]
- Brandeis University Creative Arts Award (1970)
- Ehrendoktor des Jersey City State College (1971)
- Phoebe Ketchum Thorne Honorary Award (1973)
- National Endowment for the Arts Fellowship (1974, 1976)
- Creative Artists Public Service Award (1976)
- Rockefeller Fellowship (1979, 1981, 1982)
- MacArthur Fellowship (1986)

## Werke (Auswahl)
Wuorinen komponierte über 200 Werke, darunter neben Sinfonien und weiteren Orchesterwerken, Instrumentalkonzerten und zahlreichen kammermusikalischen Werken auch Stücke für elektronische Musikinstrumente. Seine Kompositionen sind mehrheitlich bei der Edition Peters verlegt.
Im Hinblick auf seinen Stil galt Wuorinen als „unverfroren komplexer Modernist“. Auch in einem Nachruf wurde er als „ein wirklicher Avantgardist der Neuen Musik, von denen es in Amerika ja sehr, sehr wenige gab und gibt,“ bezeichnet, der mit seiner Auffassung von Kunst quer zum eingängigen Mainstream der USA stand.
- Into the Organ Pipes and Steeples, 1956
- Orchestral and Electronic Exchanges, 1965
- The Politics of Harmony: A Masque, Oper, 1967
- Grand Bamboula für Streichorchester, 1971
- A Reliquary for Igor Stravinsky, 1975
- The W. of Babylon, Oper, 1975
- Percussion Symphony, 1976
- Tashi, 1976
- Two Part Symphony, 1978
- The Celestial Sphere, Oratorium, 1980
- Third Piano Concerto, 1983
- Rhapsody for Violin and Orchestra, 1983
- The Golden Dance, 1986
- Five: Concerto for Amplified Cello and Orchestra, 1987
- Genesis, 1989
- A Winter’s Tale, 1991
- Missa Brevis, 1991
- Concerto for Saxophone Quartet and Orchestra, 1992
- The Mission of Virgil (Dante trilogy Teil 1), Ballett, 1993
- Windfall, 1994
- The Great Procession (Dante trilogy Teil 2), Ballett, 1995
- The River of Light (Dante trilogy Teil 3), Ballett, 1996
- Symphony 7, 1997
- Cyclops, 2000
- The Haroun Songbook, 2002
- Fourth Piano Concerto, 2003
- Haroun and the Sea of Stories, Oper nach Salman Rushdie, Uraufführung 2004
- Eighth Symphony (Theologoumena), 2006
- Time regained für Klavier und Orchester, 2008
- Brokeback Mountain, Oper nach Annie Proulx, Uraufführung 2014
- Eros and Nemesis für Orchester, 2016
- Second Percussion Symphony, 2019

## Schriften
- Simple composition. Edition Peters, New York u. a. 1994, ISBN 0-938856-06-5 (Erstausgabe New York 1979).

## Schüler
- Christian Carey
- Anthony Cornicello
- Michael Daugherty
- Aaron Jay Kernis
- Peter Lieberson
- Tobias Picker
- James Romig
- Anton Rovner
- Arthur Russell
- Edward Taylor